# Emperador Zhongzong de Tang
L'Emperador Zhongzong de Tang (xinès: 唐中宗) (Chang'an 656 - 710) 4t emperador de la Dinastia Tang (618 - 907). Va néixer el 26 de novembre de 656. Va regnar durant dues etapes; una primera l'any 684, molt curta, de dos mesos, i una segona des del 23 de febrer de 705 fins a la seva mort l'any 710.

## Biografia

### Primers anys i primer regnat

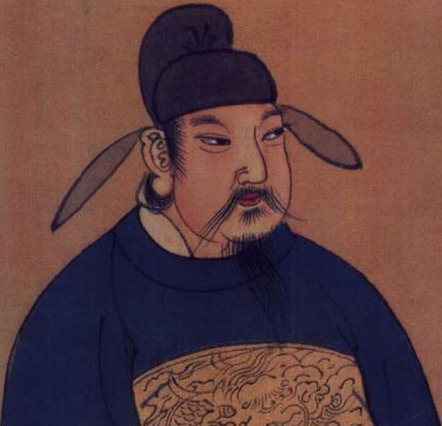
Emperador Zhongzong

En Lǐ Xiǎn (xinès: 李顯), en alguns moments de la seva vida conegut com a Li Zhe (李哲) i Wu Xian (武 顯), era el setè fill de l'emperador Gaozong de Tang i de l'emperadriu Wu (més tard coneguda com a Wu Zetian). Es va casar amb l'emperadriu Wei i van tenir almenys quatre fills.
El 681, després que l'emperador Gaozong hagués emmalaltit, Li Zhe exercí breument els poders imperials i va succeir el seu pare el 684, però la seva mare el va destituir en favor del seu germà petit l'emperador Ruizong i inicialment només va governar durant dos mesos. Zhongzong va ser desposseït del rang de príncep, va ser enviat a l'exili i sotmès a arrest domiciliari. Sis anys després, l'emperador Ruizong va renunciar al tron en favor de la seva mare, l'emperadriu Wu Zetian que es va proclamar oficialment a si mateixa "emperadriu" i va ocupar el poder durant el període de 690 - 705, proclamant la seva pròpia dinastia, la Dinastia Zhou

### Segona etapa
Cap al 698, la cort va quedar atrapada enmig d'una amarga lluita per al poder. En un intent de disminuir les lluites, l'emperadriu Wu va alliberar l'ex emperador dels seus 14 anys de reclusió i el va tornar a la capital l'abril de 698, recuperant el títol de príncep. El 20 de febrer de 705, un cop a palau va esposar-se amb Wu Zetian i tres dies després va ser restaurat com a emperador. L'emperador Zhongzong va regnar durant cinc anys, però el seu govern era feble i influenciat. El poder real estava en mans de la seva consort, l'emperadriu Wei i el seu amant Wu Sansi (nebot de Wu Zetian) i la germana de l'emperadriu, la princesa Anluo.
Va morir el 3 de juliol de 710. La seva tomba es troba a Dingling, comtat de Fuping, Shaanxi. Alguns historiadors han acusat a la seva dona l'emperadriu Wei d'haver-lo enverinat, però sense evidencies concretes. El va succeir el seu fill Li Chongmao, amb el nom d'emperador Shang de Tang.